# Свинохвостый макак
Свинохвостый макак, или свинообразный макак, или лапундер (лат. Macaca nemestrina) — вид приматов семейства мартышковых. Он находится в близком родстве с Macaca leonina.

## Описание
Свинохвостый макак относится к крупным представителям этого рода. Встречается в природе Южной Бирмы, полуострова Малакка, островов Суматра и Калимантан. Его масса тела достигает 14,5 кг. Своё название макак получил за короткий, загнутый кверху хвостик (16—25 см). Лапундеры очень смышленые животные. Они легко приручаются, и местное население нередко использует их для собирания кокосовых орехов с труднодоступных вершин кокосовых пальм. Чтобы животное не убежало, хозяин привязывает его за длинную веревку. Лапундеры прекрасно выполняют свою задачу — они сбрасывают на землю только спелые орехи.

## Интересные факты
В 1967 году Франция запустила в космос свинохвостого макака по имени Мартин (фр. Martine) на ракете «Vesta» 7 марта и другого по имени Пьерет (фр. Pierette) 13 марта. Эти суборбитальные полёты достигли высот 243 км (150 миль) и 234 км (145 миль) соответственно. Мартин стал первой обезьяной, прожившей больше, чем пару дней после полёта, который, по международному определению, считается выходящим за границу атмосферы (в ближний космос).